# The Seeds of Love
| Оценки критиков   | Оценки критиков |
| Источник          | Оценка          |
| ----------------- | --------------- |
| AllMusic          | [ 1 ]           |
| Chicago Tribune   | [ 5 ]           |
| Los Angeles Times | [ 6 ]           |
| Rolling Stone     | [ 7 ]           |

The Seeds of Love (с англ. — «Семена любви») — третий студийный альбом британской рок-группы Tears for Fears, выпущенный 25 сентября 1989 года, спустя четыре года и семь месяцев после Songs from the Big Chair.
Альбом, производство которого, как сообщается, стоило более 1 миллиона фунтов стерлингов, сохранил типичное звучание группы, в то же время в нём заметно влияние джаза и блюза, а также группы The Beatles, которое наиболее ярко проявляется в сингле «Sowing the Seeds of Love».
The Seeds of Love достиг международного успеха, возглавив UK Albums Chart и попав в десятку лучших в других странах, в том числе в США. Он стал платиновым в некоторых странах, таких как Великобритания, США, Франция, Германия, Канада и Нидерланды. Несмотря на успех альбома, в течение десятилетия он оставался последним совместным альбомом участников группы Роланда Орзабала и Курта Смита.

## Производство
Первой песней, сочинённой для альбома, была «Badman’s Song» (первоначально «The Bad Man Song»), написанная во время мирового турне группы в 1985 году после того, как однажды ночью Орзабал услышал, как два человека из дорожной команды бранили его в гостиничном номере. Песня была написана Орзабалом в соавторстве с клавишником Ники Холландом, который гастролировал с группой в 1985 году. Холланд сыграл важную роль в написании и записи альбома The Seeds of Love, так же как и клавишник Иэн Стэнли в предыдущем альбоме группы.
Запись альбома началась в конце 1986 года с продюсерами Клайвом Лангером и Аланом Уинстенли, но Орзабал и Смит были недовольны результатами, поэтому в начале 1987 года запись была прекращена. Крис Хьюз (который продюсировал оба предыдущих альбома Tears for Fears) вернулся в дело, однако во время работы снова возникли конфликты из-за направления нового материала. В частности, Орзабал устал сочинять и играть музыку с помощью машин и секвенсоров, так как до этого момента в таком ключе была создана большая часть песен Tears For Fears, и стремился к другому, более органичному, способу работы.

Как группа, мы пришли из эпохи программируемой поп-музыки начала 80-х и унаследовали чувство структуры, которое пронизывало почти всю нашу музыку. То, как мы работали, становилось слишком стерильным. Мы хотели сделать что-то более яркое, что-то, что звучало бы масштабно и тепло. Вы не можете получить это от машин, вы получите это только с настоящими музыкантами.
— Курт Смит
Оригинальный текст (англ.)As a band, we came from the programmed pop era of the early '80s and we had inherited a sense of structure that permeated almost all our music. The way we were working was becoming too sterile. We wanted to do something more colourful, something that sounded big and warm. You cannot get that from machines. You only get that with real musicians and real players.

Песня «Sowing the Seeds of Love» была написана в июне 1987 года во время недели парламентских выборов в Великобритании, на которых консерваторы под руководством Маргарет Тэтчер одержали третью победу подряд (отражено в тексте: «Бабушка-политик с высокими идеалами, ты понятия не имеешь, какие настроения у большинства»). Позже в 1987 году Хьюз и многолетний клавишник Иэн Стэнли покинули проект, назвав причиной «творческие разногласия», хотя их вклад в трек остался в финальной версии альбома. После двух неудачных попыток записать альбом группа решила продюсировать его самостоятельно при помощи звукорежиссера Дэйва Баскомба. В том же 1987 году Орзабал и Смит вылетели в США, чтобы разыскать пианистку и вокалистку по имени Олета Адамс, которую они видели играющей в холле отеля в Канзас-Сити во время их американского турне 1985 года. Надеясь, что она сможет привнести душевное тепло в музыку группы, Роланд и Курт пригласили Адамс поработать с ними над новым альбомом. В итоге она приняла участие в записи трёх треков («Woman in Chains», «Badman’s Song» и «Standing on the Corner of the Third World»), а звукозаписывающая компания Fontana предложила ей контракт на сольную запись.
Запись возобновилась в начале 1988 года и продолжалась до лета 1989 года. В ней принял участие ряд известных сессионных музыкантов, таких как барабанщик Ману Катче, басист Пино Палладино и даже приглашённый артист Фил Коллинз, сыгравший на барабанах в «Woman in Chains». Большая часть альбома была записана в процессе джем-сейшна и позже была отредактирована. Некоторые треки, в частности «Badman’s Song», были записаны несколько раз в различных музыкальных стилях, в том числе, согласно Холланду, в стилях, напоминающих Барри Уайта, Little Feat и Steely Dan. Сопродюсер Дейв Баскомб отметил, что окончательная версия песни не имела почти ничего общего с оригинальной версией, потому что она пережила слишком много изменений. Трек «Swords and Knives» был первоначально написан для фильма 1986 года «Сид и Нэнси» (о взаимоотношениях между Сидом Вишесом и Нэнси Спанджен), но был отвергнут режиссёрами, так как он был недостаточно «панковым».
Из-за звёздного состава сессионных музыкантов и продолжительного производственного процесса, включавшего отменённые ранее записи, альбом, как сообщается, стоил 1 миллион фунтов (для сравнения, предыдущий альбом группы Songs from the Big Chair стоил всего около 70 000 фунтов стерлингов). Окончательное сведение альбома было завершено на Mayfair Studios в Лондоне в июле 1989 года. Трудности при создании альбома вызвали напряжённость в отношениях между Орзабалом и Смитом: Орзабал становился абсолютным перфекционистом, а Смит вёл роскошный образ жизни вместо того, чтобы сосредоточиться на альбоме (первый брак Смита также закончился разводом во время создания альбома). В какой-то момент Орзабал даже решил назвать альбом «Famous Last Words» (название финального трека альбома), прокомментировав: «он может оказаться нашим последним альбомом». Действительно, более десятилетия Смит и Орзабал больше не записывали совместные композиции.

## Релиз
Первый сингл из альбома, «Sowing the Seeds of Love», был выпущен в августе 1989 года. Он стал международным хитом, завоевав № 5 в чарте Великобритании, № 2 в США и № 1 в Канаде. Альбом был выпущен в сентябре 1989 года, он возглавил UK Albums Chart и был сертифицирован платиновым BPI в течение трёх недель. В США альбом достиг 8 места, а также был сертифицирован платиновым. Альбом также попал в десятку лучших в разных странах мира.
Следующие синглы из альбома, «Woman in Chains» (записанного в дуэте с Адамс) и «Advice for the Young at Heart» (единственный трек, в котором главный вокал принадлежит Смиту), вошли в топ-40 Великобритании. «Famous Last Words» был выпущен как четвёртый сингл в середине 1990 года звукозаписывающей компанией без участия группы, хотя и достиг только 83 позиции в чарте Великобритании. В 1990 году также была выпущена видеокомпиляция «Sowing the Seeds» содержащая промовидео первых трёх синглов из альбома.
В 1990 году группа начала мировое турне по продвижению альбома, в котором Адамс выступала на разогреве и в качестве дополнительного музыканта. Концерт группы в Санта-Барбара Боул в мае 1990 года был снят и выпущен под названием Going to California.
В том же 1990 году издательством Virgin Books как дополнение к альбому была выпущена 64-страничная книга Tears for Fears — The Seeds of Love, из которой можно было узнать подробности о процессе написания и записи альбома, а также ознакомиться с нотами для каждой песни и редкими рекламными фотографиями того периода.
Альбом был ремастирован и переиздан в 1999 году с четырьмя бонусными треками, которые первоначально были сторонами «Б» для первых трёх синглов альбома. В переиздание не вошла дополнительная сторона «Б» «Woman in Chains» — «My Life in the Suicide Ranks», которую в то время можно было найти только на сборнике раритетов группы 1996 года Saturnine Martial & Lunatic.
В 2020 году был осуществлён новый релиз альбома на BD, включающем микс в surround sound 5.1, выполненный Стивеном Уилсоном.

## Трек-лист
| №                   | Название                                    | Автор(ы)             | Длительность |
| ------------------- | ------------------------------------------- | -------------------- | ------------ |
| 1.                  | «Woman in Chains»                           | Роланд Орзабал       | 6:30         |
| 2.                  | «Badman’s Song»                             | Орзабал Ники Холланд | 8:32         |
| 3.                  | «Sowing the Seeds of Love»                  | Орзабал Курт Смит    | 6:19         |
| 4.                  | «Advice for the Young at Heart»             | Орзабал Холланд      | 4:54         |
| 5.                  | «Standing on the Corner of the Third World» | Орзабал              | 5:30         |
| 6.                  | «Swords and Knives»                         | Орзабал Холланд      | 6:20         |
| 7.                  | «Year of the Knife»                         | Орзабал Холланд      | 6:55         |
| 8.                  | «Famous Last Words»                         | Орзабал Холланд      | 4:31         |
| Общая длительность: | Общая длительность:                         | Общая длительность:  | 49:31        |

| №                   | Название                                                                                            | Автор(ы)             | Длительность |
| ------------------- | --------------------------------------------------------------------------------------------------- | -------------------- | ------------ |
| 9.                  | «Tears Roll Down» (Сторона «Б» «Sowing the Seeds of Love»)                                          | Орзабал Дейв Баскомб | 3:16         |
| 10.                 | «Always in the Past» (Сторона «Б» «Woman in Chains»)                                                | Орзабал Иэн Стэнли   | 4:38         |
| 11.                 | «Music for Tables» (Сторона «Б» «Advice for the Young at Heart»)                                    | Орзабал              | 3:32         |
| 12.                 | «Johnny Panic and the Bible of Dreams» (Дополнительная сторона «Б» «Advice for the Young at Heart») | Орзабал              | 4:17         |
| Общая длительность: | Общая длительность:                                                                                 | Общая длительность:  | 65:18        |

Примечание
- Ремикс «Johnny Panic and the Bible of Dreams» был также выпущен как отдельный сингл в Великобритании в 1991 году и завоевал 70 место в UK Singles Chart и первое место в UK Dance Chart.

## Персонал
Tears for Fears
- Роланд Орзабал — вокал (1-3, 5-8), бэк-вокал, гитара, клавишные, программирование Fairlight CMI
- Курт Смит — бас-гитара (1, 3, 4, 6, 7, 8), бэк-вокал, вокал (4)
- Иэн Стэнли — клавишные (3), орган Хаммонда (3)

Дополнительный персонал
- Фил Коллинз — ударные (1 c 3:32)
- Ману Катче — ударные (1 до 3:31, 2, 5)
- Крис Хьюз[англ.] — ударные (3)
- Саймон Филлипс — ударные (4, 6, 7, 8)
- Луис Жардим[англ.] — перкуссия (1, 3, 4, 6, 7, 8)
- Кэрол Стил — перкуссия (2, 5)
- Пино Палладино[англ.] — бас (2, 5)
- Нил Тейлор[англ.] — гитара (1), ритм-гитара (7)
- Робби Макинтош[англ.] — гитара (2, 7), слайд-гитара (2)
- Рэнди Джейкобс — гитара (3-6, 8)
- Саймон Кларк[англ.] — клавишные, синтезаторы (2, 5), орган Хаммонда (2, 4, 5, 7)
- Олета Адамс[англ.] — клавишные, женский вокал (1), фортепиано (2, 5), бэк-вокал (2)
- Ники Холланд — клавишные, бэк-вокал (2, 4, 7), фортепиано (4, 6, 8), струны Kurzweil (8)
- Ричард Найлз[англ.] — оркестровая аранжировка (3)
- Джон Хасселл[англ.] — труба (5, 8)
- Питер Хоуп-Эванс — гармоника (5)
- Кейт Сент-Джон[англ.] — саксофон (6), гобой (6)
- Тесса Найлз[англ.] — бэк-вокал (2, 5, 7), женский вокал (6)
- Кэрол Кеньон[англ.] — бэк-вокал (2, 5, 7)
- Мэгги Райдер[англ.] — бэк-вокал (4)
- Долетт Макдоналд — бэк-вокал (7)
- Энди Кейн — бэк-вокал (7)

Производство
- Продюсеры — Tears for Fears и Дэвид Баскомб
- Инженер — Дэвид Баскомб
- Дополнительный инженер — Стив Чейз
- Помощники инженеров — Хайди Канова и Ли Кёрл
- Сведение — Боб Клирмаунтин[англ.] (треки 1 и 7), Дэвид Баскомб (треки 2-6 и 8).
- Арт-директор и фотограф — Дэвид Шейнманн
- Фото Олеты Адамс — Джефф Кац
- Дизайн — Stylorouge[англ.]

## Чарты и сертификации
| Чарт                             | Наивысшая позиция |
| -------------------------------- | ----------------- |
| Австралия (ARIA)                 | 18                |
| Австрия (Ö3 Austria)             | 13                |
| Канада (RPM Top Albums/CDs)      | 5                 |
| Франция (SNEP)                   | 3                 |
| Германия (Offizielle Top 100)    | 5                 |
| Италия (Classifica album)        | 5                 |
| Нидерланды (Album Top 100)       | 7                 |
| Новая Зеландия (RMNZ)            | 4                 |
| Норвегия (VG-lista)              | 14                |
| Швеция (Sverigetopplistan)       | 5                 |
| Швейцария (Schweizer Hitparade)  | 8                 |
| Великобритания (UK Albums Chart) | 1                 |
| США (Billboard 200)              | 8                 |

| Хит-парад (1989)       | Позиция |
| ---------------------- | ------- |
| Европа (Music & Media) | 46      |

| Регион | Сертификация  | Продажи    |
| --- | ------------- | ---------- |
| Бразилия (ABPD) | Золотой       | 100 000*   |
| Канада (Music Canada) | 2× Платиновый | 200 000^   |
| Франция (SNEP) | Платиновый    | 300 000*   |
| Нидерланды (NVPI) | Платиновый    | 100 000^   |
| Швейцария (IFPI Switzerland)                                                                                             | Золотой       | 25 000^    |
| Великобритания (BPI) | Платиновый    | 300 000^   |
| США (RIAA) | Платиновый    | 1 000 000^ |
| * Данные о продажах приведены только на основе сертификации. ^ Данные о тиражах приведены только на основе сертификации. |               |            |